# Jo Segers
Josephus Hubertus Gerardus Segers (Montfort, 13 mei 1932 – Goirle, 14 augustus 2014) was een Nederlands socioloog en hoogleraar methoden van het sociologisch onderzoek aan de Katholieke Universiteit Brabant.

## Loopbaan
Segers studeerde sociologie aan de Katholieke Universiteit Brabant waar hij in 1968 promoveerde op het proefschrift Het personeelsverloop in het ondergrondse mijnbedrijf: Methoden en resultaten. Nadien was hij langere tijd hoogleraar methoden van het sociologisch onderzoek aan de Katholieke Universiteit Brabant. Van 1983 tot 1991 was hij directeur van het Instituut voor Advies en Onderzoek (IVA) van de Katholieke Universiteit Brabant.